# Möte vid Ox-oket
Möte vid Ox-oket (originaltitel: The Ox-Bow Incident) amerikansk västerndramafilm från 1943 i regi av William A. Wellman. Filmen är baserad på romanen med samma namn av Walter van Tilburg Clark.

## Handling
Två främlingar passerar genom en stad i western, samtidigt som det kommer nyheter om att en lokal farmare har blivit mördad, och hans boskap stulen.

## Rollista i urval
- Henry Fonda - Gil Carter
- Dana Andrews - Donald Martin
- Anthony Quinn - Juan Martínez/Francisco Morez
- Mary Beth Hughes - Rose Mapen/Rose Swanson
- William Eythe - Gerald Tetley
- Harry Morgan - Art Croft
- Jane Darwell - Jenny Grier
- Harry Davenport - Arthur Davies
- Chris-Pin Martin - Poncho
- Willard Robertson - Sheriff